# Heinz Förster
Heinz Förster (25 de Junho de 1909 - 26 de Julho de 1943) foi um comandante de U-Boot que serviu na Kriegsmarine durante a Segunda Guerra Mundial.